# Andrés Aberasturi
Andrés Aberasturi (Madrid; 28 de julio de 1948) es un escritor y periodista español que ha desarrollado su carrera en prensa, radio, televisión e internet.

## Biografía
Estudió en Madrid con los Jesuitas de Chamartín.
Durante su juventud, cursó estudios de Periodismo en la Escuela Oficial, donde coincidió con Rosa Montero y Pilar Cernuda, consiguiendo el título de licenciado tras doce años. Su carrera periodística, que compaginó con sus estudios, comenzó en 1968, siendo su primer empleo el de «meritorio» para el Información de Alicante. Al año siguiente, se incorporó al diario Pueblo, en el que permaneció hasta su cierre.
En 1976, pasa a formar parte del equipo de redacción de Informativos de RNE y, posteriormente, su carrera en radio se desarrolló con la dirección y presentación de diferentes programas en RNE, Radio Voz y Onda Cero. De hecho, junto con Luis de Benito, Aberasturi fue la voz estrella de la nueva emisora Onda Cero, cuando esta apareció en noviembre de 1990, fruto de la adquisición de Cadena Rato a la ONCE.
Por su parte, en televisión ha dirigido y presentado programas en Televisión Española, Antena 3, Telecinco, Canal Sur, ETB y Telemadrid. En este medio ha destacado sobre todo en programas informativos y de entretenimiento, habiendo sido presentador de los telediarios de TVE (1988–1989) y Telecinco (1996).
Otros programas al frente de los cuales ha estado y que merecen especial mención son: en la década de los 80, el magazine vespertino Por la tarde, del que dimitió descontento con el salario que recibía por este trabajo frente a lo que se pagaba a los "fichajes" ajenos a la casa, RTVE; en la década de los 90: el popular Telecinco, ¿dígame?, uno de los primeros programas de la cadena de Fuencarral, que presentó acompañado en distintos momentos de Paloma Lago, Amparo Larrañaga o Belén Rueda; y En los límites de la realidad, para Antena 3, el primer programa centrado en fenómenos paranormales de las cadenas privadas. Precisamente, este último programa provocó la ruptura por parte de Telecinco del contrato que ligaba a periodista y cadena desde el comienzo de las emisiones de la privada, ya que Aberasturi pretendía compaginarlo con su colaboración como comentarista en el informativo Entre hoy y mañana, dado que, según Telecinco se había «quebrado la exclusividad» que mantenía respecto a su persona. Así mismo, Aberasturi condujo en Antena 3 uno de los programas más efímeros de la televisión española, Libre y directo, en el verano de 1994, que fue cancelado tras solo dos emisiones, y que consistía en un moderno formato de debate televisivo que buscaba la participación directa de los espectadores.
También ha participado en múltiples ocasiones como tertuliano en distintos programas de debate o entretenimiento, tanto en radio como en televisión.
En prensa, aparte de su ya mencionado paso por Pueblo, cabe mencionar que ha sido columnista en El Mundo y Colpisa y ha ejercido como crítico televisivo para el suplemento de algunos periódicos nacionales y regionales El Semanal TV, en una sección denominada «Ojo Vago», entre otros periódicos.En la actualidad es columnista de OTR (Europa Press)
Además de su actividad como periodista, Aberasturi también se ha adentrado ocasionalmente en el mundo de la literatura. En 1972 vio la luz su primer poemario, Sincronía en tiempo de vals, que, según él mismo, llegó a publicarse, pero no a distribuirse. A este primer libro siguieron un volumen de relatos, Las soledades de la Carancanfunfa (1986); y el ensayo humorístico Dios y yo (1994), ambos descatalogados en la actualidad y víctimas según su autor de dos fenómenos contrarios: «una editorial demasiado grande y otra demasiado pequeña». En 1999, publicó con más éxito su segundo poemario: Un blanco deslumbramiento. Palabras para Cris, dedicado a uno de sus hijos. El periodista madrileño describió de la siguiente manera qué fue lo que le impulsó para escribirlo:

Comencé el poema una madrugada fría en la que, de vuelta a casa, pasé como siempre por el cuarto de Cris -mi hijo con parálisis cerebral-, que medio se despertó, me miró, me dedicó una sonrisa un poco de cumplido y se dio la vuelta para seguir durmiendo con sus manos entre la almohada y la mejilla. La escena no era nueva: decenas de veces se había repetido antes y se ha repetido después. Pero aquella noche, ignoro por qué, yo la viví distinta y empecé a escribir en un cuaderno la historia de aquel hijo con el que tantas cosas habíamos aprendido.
Aberasturi, Andrés (1999). Un blanco deslumbramiento. Palabras para Cris. Madrid: Sial Ediciones.

Ha sido profesor de la University of Mississippi de Madrid.
En 2007 se prejubiló por el Expediente de regulación de empleo (ERE) de RTVE, aunque con posterioridad ha continuado asomándose a la pantalla en programas de tertulia política como Madrid opina de Telemadrid (2009) u otros en las cadenas Intereconomía y El Mundo TV. Desde marzo de 2013 publica una columna semanal en el diario digital VLC NEWS.
Está casado y tiene dos hijos, uno de ellos con parálisis cerebral. Fue uno de los fundadores de la Fundación Nido, dedicada a la atención de estos niños.
Desde 2000 hasta 2019 participa como tertuliano y colaborador en el programa de radio No es un día cualquiera, dirigido por la periodista  Pepa Fernández y emitido por Radio Nacional de España. Durante este período Aberasturi, junto con el resto del equipo, viaja por toda España para emitir este programa de fin de semana desde una localidad distinta en cada ocasión. 
Entre septiembre de 2019 y julio de 2022 colabora en el espacio De Pe a Pa, dirigido por Pepa Fernández. En 2022 regresa al programa No es un día cualquiera, espacio en el que trabaja en la actualidad.

## Obras
- Sincronía en tiempo de vals (1972). Poemas
- Las soledades de Carancanfunfa (1986). Libro de relatos.
- Dios y yo (1994).
- Un blanco deslumbramiento (Palabras para Cris) (1999). Poemas.
- Hola, de dónde eres, con Pura Salceda, sobre el mundo de los chats.
- La leyenda continúa
- El libro de las despedidas. (2009) Poemas.
- Hablando solo Recopilación de su obra poética
- Cómo explicarte el mundo, Cris (2016), donde explica el mundo a su hijo, nacido con parálisis cerebral.

## Programas de televisión
- 48 horas (1987-1988), en Televisión española
- La tarde (1988), en Televisión española
- Cuarto creciente (1989), en Euskal Telebista
- Tres más una (1989), con Forges y Garci en Canal Sur
- Futbolísimo (1991-1992), en Telecinco.[10]
- Telecinco ¿dígame? (1991-1992), en Telecinco
- En los límites de la realidad (1993), en Antena 3[6]
- Informativos Telecinco fin de semana (1996), en Telecinco
- El camarote Canal Sur
- La Cacharrería Tele Madrid

## Programas de Radio
- Así es la vida (RNE)
- Una hora de más (1992-199x), en Onda Cero Radio
- Dos horas de nada (1990-1992), en Onda Cero Radio
- La leyenda continúa, en (RNE), en el que el colaborador más destacado era Paco Clavel.
- El último gato, en (RNE)
- Colaborador en Lo que es la Vida, con Nieves Herrero (RNE), a quien sustituyó durante un verano.
- Colaborador en No es un día cualquiera, con Pepa Fernández (RNE).
- Colaborador en Fiebre del sábado de Beatriz Pecker (RNE).
- Actor en el serial Cuando Juan y Tula fueron a Siritinga (RNE, Radio 3)
- Las mañanas de RNE, como colaborador.